# DB-Baureihe 708
In die DB-Baureihe 708 wurden drei unterschiedliche Typen von Oberleitungsrevisonstriebwagen der Deutschen Reichsbahn eingereiht, die in der Zeit von 1956 bis 1987 vom VEB Waggonbau Görlitz gefertigt wurden. Es handelt sich um:
- DR-Baureihe 188.0
- DR-Baureihe 188.2
- DR-Baureihe 188.3